# 朱塞佩·西尼奥里
朱塞佩·西尼奥里（義大利語：Giuseppe Signori，義大利語發音：[dʒuˈzɛppe siɲˈɲoːri]，1968年2月17日—），出生于意大利贝加莫省阿尔扎诺隆巴多。是已經退役的意大利著名足球运动员，司職前鋒，他曾效力于皮亚琴察、福贾、拉齐奥、森多利亞等俱乐部。于1994年世界杯代表意大利国家足球队获得亚军。
薛洛尼面孔英俊，平易近人，速度和靈活性俱佳，被傳媒稱作“小天使”和“小精靈”。

## 球會生涯
由於先天身體質素不佳，他在早期的球會生涯並不順利。薛洛尼少年時曾在國際米蘭青訓學校學習兩年，但是國際米蘭當時並未看好薛洛尼，未與他簽訂青年隊合同。薛洛尼在1984年，即16歲時，得到阿尔比诺勒菲青年隊的合同，從而展開職業生涯。在阿尔比诺勒菲的青年隊，他僅僅作為一名替補球員，鮮少有機會上場比賽，除此之外，他還是一名球會中的雜工。1986年，他轉會至皮亞琴察隊，但仍舊因為過於孱弱的身材以及不佳的體能而不被球會重視，在這期間他亦有被球會租借到特伦托隊，表現一般。
直到1989年，他被福贾隊的捷克主帥澤曼相中，成為其麾下一名愛將，澤曼喜歡并擅長進攻陣型，薛洛尼在他的戰術體系中如魚得水，并幫助福賈隊於1990-91球季成功升入意甲聯賽，他在當季表現出色并打入11球。薛洛尼成名于1991-1992球季的意甲聯賽，當季福賈隊在澤曼的帶領下勇奪第九名，當時意甲聯賽巨星雲集，甚至於前七名的球隊都具有豪門氣質，薛洛尼在當季成功打入射手榜的前八位，逐漸向巴治奧，雲巴士頓等巨星看齊。
1992-93球季，傳奇門將甸奴·索夫開始執教拉索，並開始對拉素隊進行新老交替，薛洛尼在上一個球季表現出色并得到賞識，以390萬英鎊的價格轉會至拉素隊。薛洛尼在拉素迎來了自己職業生涯中的黃金時期，他開始以絕佳的爆發力和老道的意識著稱于1990年代的歐洲球壇，他在1992-93賽季不負眾望以出場32次打入26球的成績令整個歐洲球壇大跌眼鏡，并成功取代了雲巴士頓成為意甲最赤手可熱的前鋒之一。1993-94球季，薛洛尼再次以23球蟬聯意甲金靴獎，并入選意大利國家足球隊。
進入到1994-95球季，他與卡沙拉基一同組成了意甲聯賽最為犀利的鋒線之一，并在當季出場27次射進27球，被譽為國際球壇最有效率的前鋒球員之一。1995-96球季，球會引進了克羅地亞球星阿倫·波錫，拉素隊的三叉戟正式形成，并在當季成為意甲進球最多的球會，薛洛尼亦再次當選為聯賽最佳射手。
1996-97賽季，薛洛尼的狀態因為傷病有所下滑，但仍舊為拉素隊打入15粒入球。到了1997-98球季，薛洛尼僅代表球會出場6次，傷病和年齡因素導致他的狀態下滑，在1997-98賽季被迫轉會森多利亞，但在17場出場中直踢進3球。進入1998年，他決定效仿與他球風類似的巴治奧，巴治奧此前在博洛尼亞取得成功。1998-1999球季薛洛尼重新在博洛尼亞找回狀態，當季即打入15球，此後直到2002-03球季，他一直都是球隊的隊長和第一射手，狀態保持穩定。
2004-05球季，36歲的薛洛尼在退役前選擇遠赴希臘的球會伊拿克里斯足球會，次年又轉會至匈牙利球會索普隆，并在索普隆結束足球生涯。
2011年6月1日薛洛尼與其餘15人因涉嫌製造足球賽果而遭義大利警方拘捕。

## 國家隊生涯
1992年，因為在福賈隊表現出色，薛洛尼首次被選入意大利國家隊，但是並沒有入選最終的陣容出戰1992年的歐洲國家盃。直到1994年，他毫無爭議的進入1994年美國世界盃的國家隊陣容，身披20號戰袍。在小組賽與挪威隊的比賽中，他於關鍵時刻利用前場任意球助攻隊友甸奴·巴治奧進球，為球隊取得寶貴的三分，并最終晉級。四分之一決賽中意大利隊與西班牙隊相遇，他再次助攻隊友羅拔圖·巴治奧進球，最終意大利隊成功殺入半決賽。因為半決賽前因為不滿意自己的場上位置，與主帥艾列高·沙基發生激烈爭執，因此在最後決賽中失去出場機會，意大利隊最終點球惜敗巴西隊，獲得亞軍，這亦是薛洛尼職業生涯中參加的唯一一次國際大賽。

## 獲得獎項
- 1994年世界杯亚军
- 92/93赛季意甲最佳射手(26球 32场)
- 93/94赛季意甲最佳射手(23球 24场)
- 95/96赛季意甲最佳射手(24球 31场, 與普羅迪（Protti）并列)
- 98/99赛季托托杯优胜者

## 外部連結
薛洛尼的個人網誌 （页面存档备份，存于）